# Leonel Mário d’Alva

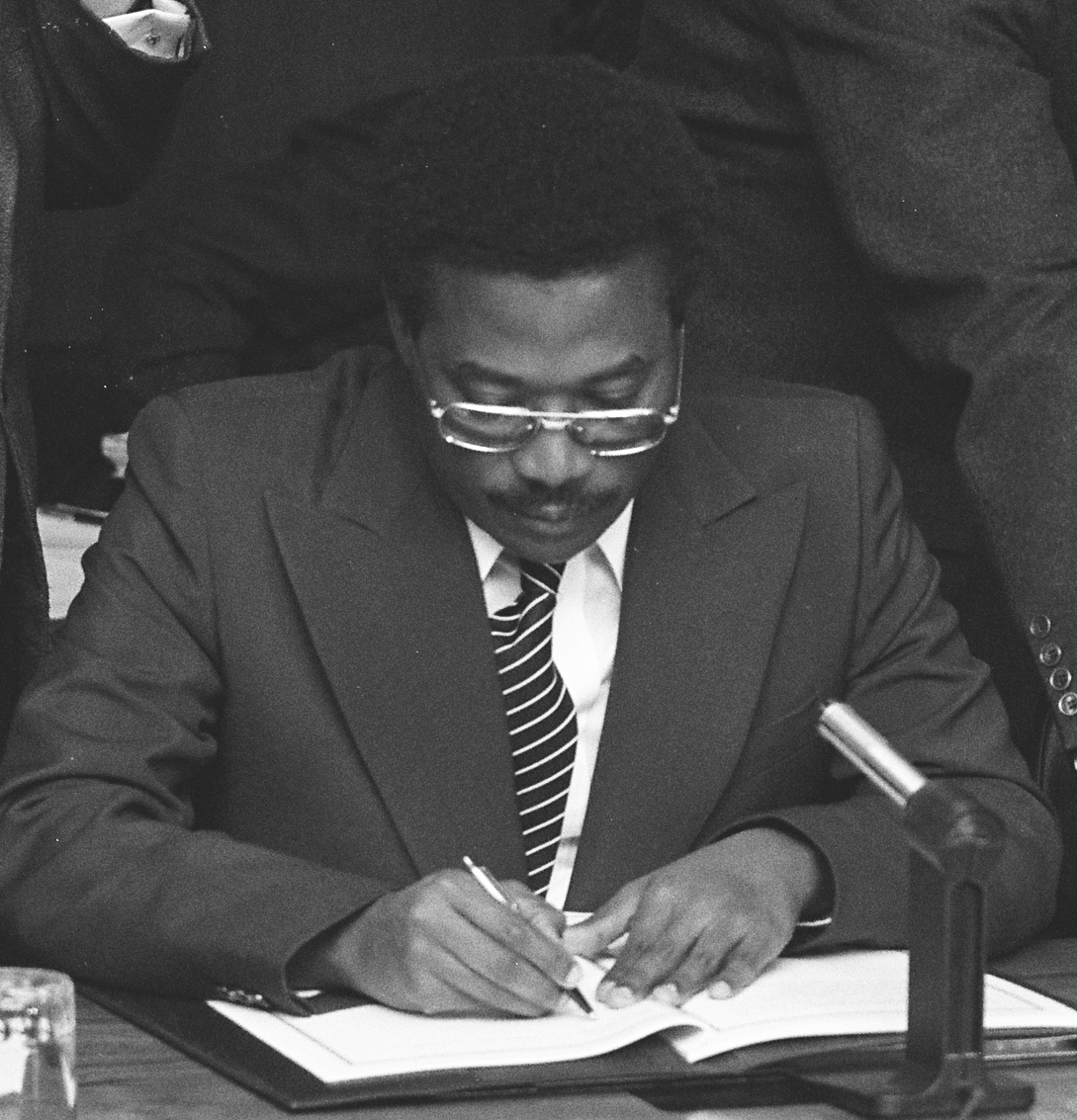
Leonel Mário d’Alva.

Leonel Mário d’Alva (* 22. Juli 1935) war von 1974 bis 1975 Premierminister von São Tomé und Príncipe.

## Politische Laufbahn
Er war Mitbegründer der Unabhängigkeitsbewegung CLSTP, die 1972 in Movimento de Libertação de São Tomé e Príncipe (MLSTP) umbenannt wurde. Die Bewegung setzte sich für die Unabhängigkeit der Inselgruppe von Portugal ein. Nach der Nelkenrevolution fanden Verhandlungen zwischen Portugal und der MLSTP statt. Er wurde am 21. Dezember 1974 Premierminister einer von Portugal eingesetzten Übergangsregierung und behielt das Amt bis zur Unabhängigkeit des Landes am 12. Juli 1975. Danach war er bis 1978 Außenminister.
In der Folgezeit kam es innerhalb der MLSTP zu Spannungen und d’Alva ging 1982 ins Exil nach Kap Verde. Nach Einführung der Demokratie kehrte er 1990 zurück und wurde Präsident der Partei PCD-GR, die zum Sammelbecken ehemaliger MLSTP-Politiker und unabhängiger Kräfte wurde. Bei den ersten freien Parlamentswahlen am 20. Januar 1991 erreichte die PCD-GR die absolute Mehrheit und er wurde Parlamentspräsident. Die Partei verlor die Position als stärkste Partei aber bereits bei den nächsten Wahlen im Oktober 1994.